# 细点玉黍螺
细点玉黍螺（学名：Littoraria pintado），是中腹足目玉黍螺科玉黍螺属的一种。主要分布于台湾，常栖息在岩礁海岸，潮间带上半部。